# Anne Marie Carl-Nielsen
Anne Marie Carl-Nielsen (nascuda Anne Marie Brodersen; 21 de juny de 1863 – 21 de febrer de 1945) va ser una escultora danesa. Els seus temes preferits eren els animals domèstics i les persones, amb un retrat intens i naturalista de moviments i sentiments. També va representar temes de la mitologia nòrdica. Va ser "una de les primeres dones que es va prendre seriosament com a escultora", una pionera en l'art danès durant la major part de la seva vida. Estava casada amb el compositor danès Carl Nielsen.

## Primers anys de vida
Brodersen va néixer a Thygesminde, una gran finca agrícola al sud de Stenderup, prop de Kolding. El seu pare Povl Julius Brodersen va servir als Dragons alemanys abans de comprar la granja. Es va casar amb Friderikke Johanne Kirstine Gilling, que era la seva mestressa de casa. Els Brodersens van ser "persones d'èxit i agosarades", alguns dels primers a importar bestiar directament d'Anglaterra. Així, Anne Marie estava familiaritzada amb l'agricultura i els animals des de ben petita.
La seva primera obra, una petita ovella utilitzant argila de l'hort de la granja, data de 1875. De 1881 a 1882, es va formar a escoles de talla i de dibuix i art aplicat. També va estudiar amb l'escultor August Saabye i els pintors Jørgen Roed i Henrik Olrik. Va exposar per primera vegada a l'Exposició de Primavera de Charlottenborg el 1884. Va ser guardonada amb el primer premi al concurs de Neuhausen el 1887 per un grup de fonts Thor amb la serp de Midgard (Thor med Midgaardsormen) que va completar a l'estudi de Saabye.
El 1889, va rebre una beca de l'Escola d'Art per a Dones (Kunstskolen for Kvinder). Va viatjar als Països Baixos, Bèlgica i París on va visitar l'ExpositionExposition Universelle, entrant dues figuretes de vedell i guanyant una medalla de bronze. Una de les figuretes venudes per Kr 700 (40 €) i el seu pare va dir "Això és més del que rebo pels meus vedells". Va rebre una beca de viatge de l'Acadèmia de Belles Arts (Kunstakademiet) el 1890 per tornar a visitar París (i potser Itàlia).
Ara a París, el 2 de març de 1891, Brodersen va conèixer el compositor danès Carl Nielsen. La parella es va fer inseparable i el 20 de març es van considerar casats, celebrant amb una festa el 10 d'abril i acceptant casar-se formalment un cop arribessin els papers de Dinamarca. Es van casar el 10 de maig a l'església anglesa de Sant Marc, Florència, després d'haver decidit visitar Itàlia junts abans de tornar a Dinamarca, i Anne Marie va prendre el nom de família Carl-Nielsen. La seva filla Irmelin Johanne Carl-Nielsen va néixer el 9 de desembre. Encara que ja havia superat l'oposició dels pares per començar els seus estudis, amb el seu matrimoni tindria la llibertat que necessitava per seguir la seva carrera artística,  incloses llargues estades fora de casa.

## Reconeixement
El 1892, Carl-Nielsen va contribuir per primera vegada a l'Exposició Lliure (Den Frie Udstilling) a Copenhaguen. Es va convertir en membre permanent el 1893. Els dos vedells de bronze van ser acceptats per a l'⁣Exposició Universal de Chicago de 1893. La seva segona filla, Anne Marie Frederikke Carl-Nielsen (coneguda com Søs – Germana) i el fill Hans Børge Carl-Nielsen van néixer el 4 de març de 1893 i el 5 de setembre de 1895. El seu pare va morir el 14 de setembre de 1899.
Va rebre l'Anckerske Grant el 1903, any que emprèn un llarg viatge amb el seu marit a Atenes i Constantinoble. Abans d'anar-se'n es van comprometre amb Maren Hansen com a mestressa de casa, que treballava "amb una devoció excepcional", romanent amb la família fins a la seva mort el 1946 i atenent les necessitats artístiques dels pares.

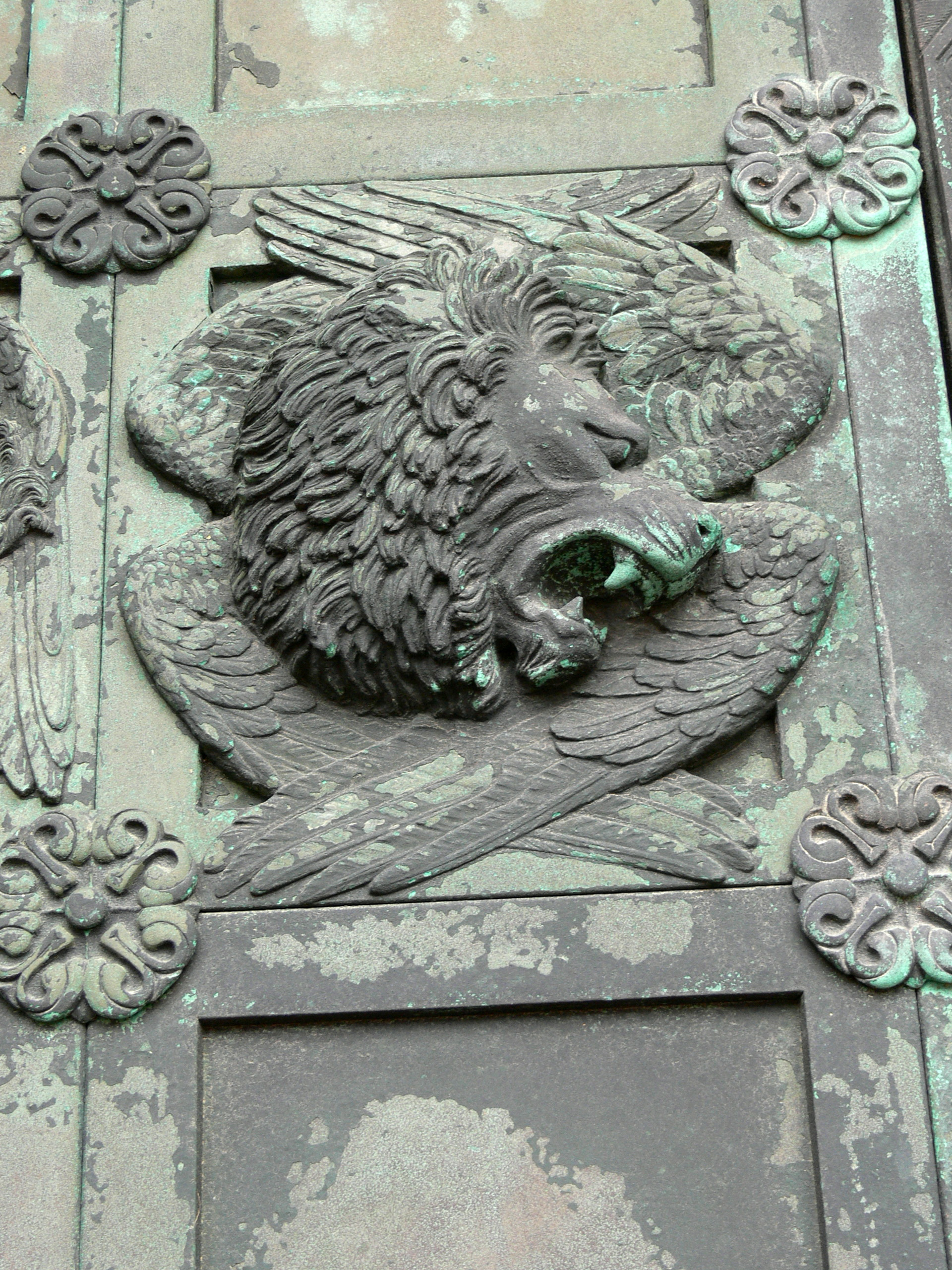
El lleó de Sant Marc des de la porta de la catedral de Ribe

El 1904, Anne Marie va crear les tres portes de la catedral de Ribe (Ribe Domkirke). També l'any 1904 va morir la seva mare. El 1907, va compartir el primer premi en un concurs per a un monument al metge Niels Ryberg Finsen i va guanyar el primer premi al concurs de Neuhausen per A Woman Weeding (En Lugekone). Va crear esbossos per a sis relleus per als passos del rei al castell de Christanborg (Christianborg Slot).

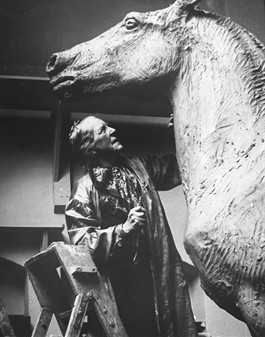
Anne Marie Carl-Nielsen i Pegasus – primera maqueta del seu monument a Carl Nielsen a Grønningen, Copenhaguen – al seu estudi a Frederiksholms Kanal a Copenhaguen

El 1908 va rebre l'encàrrec de crear una estàtua eqüestre del rei Christian IX a Copenhaguen, la primera dona que va rebre un encàrrec tan prestigiós. Va ser membre del Grup Plenari de l'Acadèmia de Belles Arts (Kunstakademiets pleanrforsamling) 1912–1914. Va crear el monument a la reina Dagmar (Dronning Dagmar-monumentet) al turó del castell de Ribe (Ribe Slotsbanke) el 1913.
El 1916 va ajudar a fundar la Societat de Dones Artistes (Kvindelinge Kunstneres Samfund) amb la pintora Anna Ancher. Les llargues absències d'Anne Marie a casa per continuar la seva carrera havien posat una tensió al matrimoni dels Nielsen ja el 1896. Van començar a discutir la separació el 1916, la sol·licitud de la qual es va aprovar el 1919, però es van reunir de nou el 1922.
L'estàtua eqüestre del rei Christian IX (Rytterstatuen af Christian IX) a la pista d'equitació del Palau de Christiansborg (Christiansborg Slots Ridebane) es va presentar el 15 de novembre de 1927. El 17 de novembre, Anne Marie va rebre la medalla d'or Ingenio et Arti. El 1928, va crear un retrat del bust del seu marit, pel qual va rebre la medalla Thorvaldsen (Thorvaldsens medalje) el 1932. Va participar en les competicions d'art als Jocs Olímpics d'estiu de 1932, i el 1936 amb Nordic Legendary Hero.
El 1933, part del pedestal del monument eqüestre es va erigir a Skagen com a pescador i rescatador danès (Dansk Fisker og Redningsmand). Anne Marie es va convertir en membre del comitè de la beca Anckerske el 1935. Va crear The Headman (Høvding) i Queen Margrete I (Dronning Margrete I) el 1942. Hi va haver diversos esdeveniments per celebrar el seu 80è aniversari i va ser admesa com a membre honorari de la Societat Danesa d'Escultors (Dansk Billedhugger).
El marit de Carl-Nielsen va morir el 3 d'octubre de 1931. Va completar dos monuments a Dinamarca en la seva memòria: El noi del ramat tocant una flauta de fusta (1933) és a Nørre Lyndelse on va néixer, i El jove tocant la flauta de pan en un Pegàs sense ales (1939) a Copenhaguen. Ella va dir: "El que volia mostrar a la meva figura és el moviment cap endavant, el sentit de la vida, el fet que res s'atura". Va morir el 21 de febrer de 1945. El seu funeral va ser a la catedral de Copenhaguen i està enterrada al cementiri de Vestre al costat del seu marit.

### Cites – pàgines web
- «Anne Marie Carl-Nielsen Chronological Table 1863–1945». Odense City Museums. Arxivat de l'original el 25 novembre 2015. [Consulta: 25 novembre 2015].
- «Picture gallery Anne Marie Carl-Nielsen». Odense City Museums. Arxivat de l'original el 28 desembre 2019.
- «Anne Marie Carl-Nielsen's grave» (en danès). Kendtes Gravsted. Arxivat de l'original el 6 octubre 2010. [Consulta: 19 setembre 2010]. With photo.
- «Frederiksholms Kanal 26–28 / Vester Voldgade 119a–b–123» (en danès). Arxivat de l'original el 13 agost 2014. [Consulta: 12 agost 2014].
- «Anne Marie Carl-Nielsen». Olympedia. Arxivat de l'original el 9 juny 2020. [Consulta: 8 agost 2020].
- ; Heijmans, Jeroen; Mallon, Bill; Evans, Hilary«Anne Marie Carl-Nielsen Bio, Stats, and Results». SR/Olympics, 01-10-2017. Arxivat de l'original el 2020-04-18. [Consulta: 17 novembre 2017].
- «Art Competitions at the 1932 Berlin Summer Games: Mixed Sculpturing». SR/Olympics. Arxivat de l'original el 8 març 2016.
- «Art Competitions at the 1936 Berlin Summer Games: Mixed Sculpturing». SR/Olympics. Arxivat de l'original el 6 març 2016.
- «Denmark» (en danès). World Orders and Medals.   ordersandmedals.net. Arxivat de l'original el 16 setembre 2011. [Consulta: 5 setembre 2010]. Provides details including pictures of obverse and reverse with ribbon of Ingenio et Arti medal awarded to Anne Marie Carl-Nielsen in 1927. Self-published. Navigation in English.

### Books
- Bonde, Hans. «Vitalist Sport». A: .  Museum Tusculanum Press, 2011, p. 88–105. ISBN 978-87-635-3134-4 [Consulta: 28 juny 2017].
- Anne Marie Carl-Nielsen (en danès).  Copenhagen: Museet på Koldinghus, 1995. ISBN 87-87152-21-5. Exhibition catalogue, many works illustrated. Summary p. 57 in English.
- Lawson, Jack. Carl Nielsen.  Londres: Phaidon Press, 1997. ISBN 0-7148-3507-2.
- Mogensen, Mogens Rafn. Carl Nielsen: Der dänische Tondichter: Biographischer Dokumentationsbericht (en alemany).  Arbon, Switzerland: Eurotext (Mogensen), 1992a. ISBN 3-9520232-7-2. Five volumes. Self-published but thoroughly referenced.
  - Mogensen, Mogens Rafn. Jugendzeit bis 1900 (en alemany). 1, 1992b, p. 1–260. ISBN 3-905564-00-9. In Mogensen 1992a.
- Reynolds, Anne-Marie. Carl Nielsen's Voice: His Songs in Context.  Copenhagen: Museum Tusculanum Press, 2010. ISBN 978-87-635-2598-5.
- Richardson, Rufus Byam. A History of Greek Sculpture.  Nova York: American Book Company, 1911. LCCN 11010319.
- Dagbøger og brevveksling med Anne Marie Carl-Nielsen (en danès).  Copenhagen: Gyldendal, 1983. ISBN 87-00-03901-2. Two volumes.
- Telmányi, Anne Marie. Anne Marie Carl-Nielsen (en danès).  Copenhagen: Gyldendal, 1979. ISBN 87-01-84801-1.